# السمو الإمبراطوري
صاحب / صاحبة السمو الإمبراطوري (اختصار HIH) هو أسلوب يستخدمه أفراد العائلة الإمبراطورية للإشارة إلى الوضع الإمبراطوري – على عكس الملكية – لإظهار أن الحامل المعني ينحدر من سلالة إمبراطور وليس ملكًا.
كانت السلالة الأولى التي استخدمت الأسلوب في أوروبا على أساس عام هي عائلة رومانوف في القرن الثامن عشر؛ تم تصنيف أرشيدوق وأرشيدوقة بيت هابسبورغ فقط على أنهم صاحب السمو الملكي نظرًا للطبيعة الاختيارية رسميًا للإمبراطورية الرومانية المقدسة.
مع تأسيس الإمبراطورية النمساوية عام 1804، تغير أسلوب أفراد عائلتها الإمبراطورية إلى سمو الإمبراطوري . بعد التسوية النمساوية المجرية بإنشاء دولتين متشابكتين ولكن متميزين، الإمبراطورية النمساوية ومملكة المجر، تم تغيير النمط إلى الإمبراطوري والسمو الملكي ليعكس الدور المزدوج؛ ومع ذلك، كانت اللغة العامية بحذف كلمة «و الملك» مقبولة حتى في معظم المناسبات الرسمية.
اليوم، على غرار أساسا سقط من استخدام باستثناء البيت الإمبراطوري في اليابان (殿下 دينكا). في الماضي، وأسلوب تم تطبيقه على أكثر من كبار أعضاء السلالات الإمبراطورية، بما في ذلك الفرنسية، التركية، الروسية، البرازيل، الإثيوبية البيت الإمبراطوري، من بين العديد من الآخرين. يحمل أرشيدوق النمسا من سلالة هابسبورغ تقليديا أسلوب الإمبراطور والملك (بالألمانية: Kaiserliche und königliche Hoheit)، مع «الملكي» الذي يدل على وضعهم كأمراء في المجر. هذه الأساليب قد تم إلغاؤها ولكن غالبا ما تعطى من باب المجاملة. بعض أفراد العائلة الملكية البلجيكية المنحدرين من عائلة هابسبورغ يعتبرونها أسلوبًا رسميًا (يمكن قراءة كلمة «و Royal» هنا على أنها تشير أيضًا إلى بلجيكا). كان بإمكان أفراد العائلة الملكية البريطانية، نظريا، بأسم العائلة الإمبراطورية في الهند البريطانية، يمكن أن يكون استخدام اللقب، ولكن لم يفعل ذلك.
أمبراطورية الحصونة
الامبراطور عبد الحسين عزيز الحصونة الحاكم الارستقراطي الإمبراطوري على أرض الحصونة و لواء المنتفق سنة 1920 